# Rafícero-de-sharpe
O rafícero-de-sharpe (Raphicerus sharpei), também conhecido como xipene-grisalho  ou apenas xipene, é um pequeno antílope africano.
Outra espécie próxima, também conhecida como xipene, é o rafícero-campestre (Raphicerus campestris).